# Gymnotus omarorum
La morena o morena pintada (Gymnotus omarorum) es una especie del género de peces de agua dulce Gymnotus, de la familia Gymnotidae en el orden Gymnotiformes. Se distribuye en aguas templado-cálidas del sudeste de América del Sur, siendo registrada sólo en Uruguay.   
Las especies de este género sufren grave presión de colecta con el objetivo de emplearlas como carnada para la pesca deportiva del dorado y el surubí. 

## Taxonomía
Esta especie fue descrita originalmente en el año 2009 por los ictiólogos Mathilde M. Richer-de-Forges, William Gareth Richard Crampton y James S. Albert.
Etimología
Gymnotus viene del griego, donde gymnos significa 'desnudo'. El término específico omarorum hace honor a los nombres de Omar Macadar y Omar Trujillo-Cenoz, pioneros en el estudio anatómico y fisiológico de electrogénesis en Gymnotus.

## Características generales
Gymnotus omarorum es un pez abundante en ríos y lagunas costeras y del interior de Uruguay, siendo capturado también en el centro-este de la Argentina, en el delta del Paraná. Posiblemente en la mayor parte de su distribución es alopátrica con las otras especies del género que viven en la región. Se ha utilizado durante más de tres décadas como un organismo modelo en la investigación neurofisiológica, en cuyos trabajos era referido como G. carapo o G. cf. carapo, grupo del cual G. omarorum forma parte. Con ellos comparte la presencia de dos poros en la parte dorsolateral del preopérculo, bandas de pigmentos oscuros irregulares y onduladas, las que con el crecimiento suelen quebrarse o perder su contraste con el color del fondo. Muestra un parche claro en el extremo caudal de la aleta anal. Se distingue fácilmente de otros miembros del grupo de especies G. carapo por varios caracteres, entre ellos: escamas ovoides (versus alargadas) en la parte posterior del cuerpo; una corta distancia a primera rama de la lateral-línea ventral (39-45 % TL vs 47-58 %), pocos poros en las escamas de la primera rama ventral (27-35 vs 40-78), etc.

## Costumbres
Esta especie habita entre los tallos y raíces de la vegetación ribereña sumergida o entre las plantas acuáticas, en lagunas y pequeños arroyos. Las aguas de su localidad tipo tienen los siguientes parámetros: conductividad eléctrica 170-190 S / cm, pH 7,6 a 7,8, temperatura 23 a 28 °C. Posiblemente practique el cuidado paternal de las crías.